# Abraham Kurland
Abraham Kurland (født 10. juni 1912 i Odense, død 14 marts 1999) var en dansk bryder. Han var jøde og medlem af den jødiske klub Hakoah og Bagsværd IF. 
Kurland deltog som 20-årig ved OL i 1932 i Los Angeles. Der var seks atleter meldt til i letvægt, og de kæmpede mod hinanden alle-mod-alle, idet en deltager dog var ude, hvis han nåede fem strafpoint. Kurland vandt først over japaneren Yoneichi Miyazaki på fald, men han tabte derpå til tyskeren Ede Sperling på point. I tredje runde kom han ikke i kamp, da italieneren Silvio Tozzi var udgået efter første runde. Da samtidig tre af konkurrenterne kom på fem eller flere point, var der kun Kurland og svenskeren Erik Malmberg tilbage, så de mødtes i den afgørende kamp. Her sikrede Malmberg sig guldet med sejr på point, og Kurland fik sølv, mens Sperling med færrest strafpoint blandt de øvrige deltagere.
Til OL 1936 i Berlin var han en af forhåndsfavoritterne, men kort inden legene besluttede han sammen med sin klub Hakoah efter pres fra det jødiske samfund i Danmark ikke at stille op ved legene.
På trods af at Kurland som jøde ikke kunne stille op i udlandet, valgte brydeforbundet alligevel at gennemføre flere landskampe i udlandet i løbet af besættelsestiden. Den 1. november 1940 deltog det danske brydelandshold i en landskamp mod Tyskland i München. Det blev i høj grad benyttet propagandamæssigt af det nazistiske styre. Kurland deltog ikke i kampe ved dansk-tyske stævner under besættelsen og måtte sammen med flere andre brydere fra Hakoah flygte med en fiskerbåd fra Gilleleje til Höganäs i Sverige under jødeaktionen i 1943. Höganäs Brottareklubb indkvarterede de danske brydere i medlemmernes private hjem, og de blev optaget som medlemmer i klubben. Bryderne fra Hakoah blev samlet til et helt bryderhold med to brødre Leisin, tre brødre Kurland, Leo Toron og Isak Paikin og stillede bl.a. op til et stort stævne med fuldt hus i Höganäs Folkspark under deres første tid i Höganäs. Efter anden verdenskrig vendte bryderne tilbage til Danmark, og Hakoah blev genetableret.
Kurland fik fra 1935 ikke mulighed for at deltage i de store internationale mesterskaber. Først i 1948 deltog han i letvægtsklassen ved OL i London. Han vandt sin første kamp ved at kaste schweizeren Ambrosius Jauch efter 8.57 minutter og tabte i anden runde med 3-0 til Charif Damage fra Libanon (3 fejlpoint). Da han tabte i tredje runde til den svenske senere guldvinder, Gustav Freij, med 2-1 (2 fejlpoint), var han ude. Han var da 36 år gammel: Trods den høje alder for en bryder blev han nummer ni.
Ud over sølvmedaljen ved OL 1932 vandt Kurland sølv ved EM 1934 i græsk-romersk stil og bronze i den frie stil samme år. I 1935 vandt han igen sølv ved EM. Fra 1932 til 1949 vandt han tolv Danmarksmesterskaber og deltog i 13 landskampe uden nederlag.
Efter karrieren virkede Kurland som instruktør og var blandt andet med som træner ved VM i Toledo i  USA i 1962, hvor Bjarne Ansbøl vandt sølv.